# Verdura (fiume)
Il Verdura è un corso d'acqua che scorre nella Sicilia centro-meridionale. 

## Percorso
Il fiume Verdura prende origine in corrispondenza del lago artificiale di Favara e sfocia nel Mediterraneo nei pressi della Torre Verdura, località costiera del comune di Ribera. Nel tratto iniziale viene indicato col nome di Sosio, diventando fiume Verdura più a valle dove si unisce al torrente Lisandro. Ha una lunghezza complessiva di 59 chilometri con un bacino idrografico di 448,21 chilometri quadrati.
Nel suo corso attraversa i comuni di Burgio, Calamonaci, Caltabellotta, Ribera, Villafranca Sicula, Bisacquino, Chiusa Sclafani e Giuliana.
Lungo il corso del fiume si trovano tre laghi artificiali, il lago di piana del leone, il lago di Prizzi e il lago Gammauta. Questi ultimi due, di proprietà dell'Enel fanno parte dell'asta idroelettrica di cui fanno parte le centrali di San Carlo (6 MW), di Favara (0,95 MW) e di Poggiodiana (4,3 MW).

## Curiosità
- La valle fu insediamento dei Sicani, di cui ancora oggi vi è testimonianza come provano le zone archeologiche presenti un po' dappertutto;
- Nell'area insistono alcune riserve naturali, tra cui la Riserva naturale orientata Monti di Palazzo Adriano e Valle del Sosio. L'area della foce del Verdura è riconosciuta come Sito di interesse comunitario (SIC)[3];
- La vallata è fertile e coltivata: i frutti maggiormente commercializzati sono la pesca montagnola, le arance Navel, le mandorle, l'uva e le olive; inoltre molti prodotti sono coltivati con metodi biologici certificati;

La valle del Sosio-Verdura è una delle meno contaminate della Sicilia. Fino agli anni settanta era attraversata in parte dalla ferrovia Castelvetrano-Porto Empedocle.